# Straßenbahn Perpignan
Die Straßenbahn Perpignan war ein Straßenbahnsystem, welches von 1900 bis 1955 existierte und durch die Compagnie Centrale de Tramways Électriques – Réseau Perpignan – (TEP) betrieben wurde. Zur selben Gesellschaft gehörte auch die Straßenbahn Angoulême.

## Geschichte
In der Stadt Perpignan, die heute im Département Pyrénées-Orientales in der Region Okzitanien nahe der Küste des Mittelmeeres liegt und am Beginn des 20. Jahrhunderts mehr als 36.000 Einwohner zählte, wurde am 7. Mai 1900 eine elektrische Straßenbahn eröffnet.
Es handelte sich zunächst um eine 13 Kilometer lange Verbindung von der Promenade des Platanes im Stadtzentrum zum Seebad Canet-en-Roussillon, die in der Regel stündlich verkehrte.
Im Jahr 1901 folgten die innerstädtischen Strecken. Vom Südbahnhof zum Markt (Loge) mit dem Rathaus (Hotel de Ville) fuhr die Linie 1 und von Saint-Martin bis zum Octroi Notre Dame die Linie 2. Züge, die darüber hinaus bis zur Vorstadt La Vernet führten, wo sich das Depot befand, waren als  Linie 3 bezeichnet. Diese Linie war 1909 bis zum Nachbarort Rivesaltes verlängert worden, musste aber schon 1935 wieder verkürzt werden.

## Netz
- Perpignan – Canet-en-Roussillon (Strand);  7. Mai 1900 – 1. Januar 1954
- Süd-Bahnhof – Place de la Loge (Rathaus) (Linie 1); 1. Februar 1901 – Oktober 1955
- Saint-Martin (Octroi) – Notre Dame (Octroi) – La Vernet (Linie 2 bis Notre Dame, Linie 3 bis Le Vernet); 2. April 1901 – 21. September 1952
- Le Vernet – Rivesaltes (Linie 3); 7. August 1909–1935

Insgesamt umfasste das meterspurige Netz maximal eine Streckenlänge von 27 Kilometern. Darauf waren im Jahr 1912 insgesamt 16 Triebwagen und 20 Beiwagen im Einsatz. Wegen der steigenden Anzahl von Fahrgästen – immerhin über vier Millionen im Jahr 1923 – musste der Wagenpark auf 24 Triebwagen und 32 Beiwagen im Jahr 1920 aufgestockt werden. Darunter waren fünf vierachsige Triebwagen für die Linie nach Canet.
Auf der Strecke der Linien 2 und 3 endete der Betrieb am 21. September 1952 und wurde am selben Tag durch eine Obuslinie ersetzt. Zum Jahresende 1953 endete auch der Straßenbahnbetrieb nach Canet-en-Roussillon. Auf der verbliebenen Stadtlinie 1 verkehrten noch Bahnen bis zum Oktober 1955. Das Obus-Netz wurde daher in den folgenden Jahren zunächst vergrößert, jedoch 1968 wieder stillgelegt.